# 4-я авиаполевая дивизия
4-я авиаполевая дивизия (нем. 4. Felddivision (L)) — тактическое соединение ВВС (люфтваффе) вооружённых сил нацистской Германии времен Второй мировой войны.

## История
Дивизия была сформирована с 25 сентября по 10 октября 1942 года на полигоне Гросс-Борн (Померания) Третьим авиационном командованием (Берлин). В декабре 1942 года дивизия была включена в состав 2-го авиаполевого корпуса (группы армий «Центр») и переброшена под Витебск.
В конце февраля 1943 года части 2-го авиаполевого корпуса совместно с охранными подразделениями сухопутных войск провели успешную операцию против партизан Суражского района.
После разгрома 2-й дивизий под Невелем в октябре 1943 года её остатки были включены в состав 3-й и 4-й авиаполевых дивизий. В январе 1944 года изрядно потрепанная 3-я авиаполевая дивизия была расформирована, а её части были включены в состав 4-й и 6-й авиаполевых дивизий.
Летом 1944 года 4-я авиаполевая дивизия в составе 53-го армейского корпуса 3-я танковой армии держала оборону к северу от Витебска (справа располагалась 6-я авиаполевая дивизия, слева — 246-я пехотная дивизия).
В течение нескольких дней после начала операции «Багратион» 22 июня 1944 года весь 53-й корпус был окружен 39-й и 43-й советскими армиями.
Командир 53-го корпуса генерал Фридрих Голльвитцер находился в расположении 4-й авиаполевой дивизии к юго-западу от Витебска, намереваясь возглавить операцию прорыва, но дивизия была окружена в Островно и уничтожена 26 — 27 июня 1944 года. Большая часть солдат и офицеров дивизии погибла (в том числе командир дивизии — генерал-лейтенант Роберт Писториус), оставшиеся в живых были взяты в плен.

## Организация
К 1943 году дивизия имела следующую организацию:
- 49-й лёгкий пехотный полк ВВС (Jäger Regiment 49 (L) (I. und II. Bataillon))
- 50-й лёгкий пехотный полк ВВС (Jäger Regiment 50 (L) (I. und II. Bataillon))
- 51-й лёгкий пехотный полк ВВС (Jäger Regiment 51 (L) (I. und II. Bataillon))
- 4-й артиллерийский полк ВВС (Artillerie Regiment 4 (L) (I.–III. Abteilung))
- 4-й противотанковый артиллерийский дивизион ВВС (Panzerjäger-Abteilung 4 (L) (drei Kompanien))
- Войска дивизии ВВС (Divisionstruppen 4 (L))
  - 4-й стрелковый батальон ВВС
  - 4-й разведывательный батальон ВВС
  - 4-й батальон связи ВВС
  - 4-й полевой батальон снабжения войск ВВС

## Командиры
- Генерал-лейтенант Райнер Штахель (25 сентября 1942)
- Генерал-майор Ханс-Георг Шредер (22 ноября 1942)
- Генерал-майор Вильгельм Фольк (8 апреля 1943)
- Генерал-майор Ханс Зауэрбрей (5 ноября 1943)
- Генерал-майор Вильгельм Фольк (20 ноября 1943)
- Генерал-майор Генрих Геркенс (декабрь 1943)
- Генерал-лейтенант Роберт Писториус (24 января 1944 — 27 июня 1944 (погиб))